# Sarab
Sarab (perski: سراب) – miasto w Iranie, w ostanie Azerbejdżan Wschodni. W 2006 roku miasto liczyło 42 335 mieszkańców.